# Estació d'esquí Boí-Taüll
|  | «Boí-Taüll» redirigeix aquí. Vegeu-ne altres significats a «Esglésies romàniques de la Vall de Boí». |

L'Estació d'esquí Boí-Taüll és sovint anomenada simplement Boí Taüll, o Boí Taüll Resort per interessos comercials. També és el nom atribuït recentment al massís del Pirineu català, situat a la comarca de l'Alta Ribagorça que envolta la vall on es troba aquesta estació, que va ser inaugurada la temporada 1988-1989. És l'estació d'esquí del Pirineu català que té la cota màxima esquiable, al Cap de les Raspes Roies, a 2.747,3 m. (El cim de la muntanya és a 2.758,7). De vegades, aquest cim és anomenat Puig Falcó o Collbirós, noms que no apareixen en la cartografia tradicional de la zona.
L'Estació d'esquí és instal·lada a la capçalera de la vall de Mulleres, i s'estén a la major part de muntanyes i carenes que l'envolten, sobretot a migdia i llevant.

## Les instal·lacions
L'estació només comprèn la petita vall de Mulleres, tot i que estan previstes futures ampliacions cap a la vall de Manyanet. Al Pla de Vaques (2.038,7 m. alt.) és on hi ha tots els serveis i aparcaments. Des del Pla de Vaques surten quatre telecadires (Vaques, de quatre places; Júnior, de tres; Mulleres, de quatre, i Ressort Express, de quatre i desembragable), un telesquí, (Carreretes), i tres Catifes rodants (Irgo, Viuet i Neret). Del Pla de la Carlina (2.176,9 m. alt.) surten dos telecadires més (Roies, de quatre places; i Llevata de dues), i dos telesquís (Transfer i Xicoia). Al Pla de les Bassetes (2.270,2 m. alt.), hi acaben dos telecadires (Mulleres i Júnior), i un telesquí (Transfer); hi comencen tres telesquís (Erta, Edelweiss i Ginesta). Al Pic de la Pala de Ginebrell (o Bony de Ginebrell) (2.323,6 m. alt.), hi acaba el telecadira de Vaques, i s'hi poden contemplar vistes de la Vall de Boí.
Al Pas de Llevata (2.440,6 m. alt.) hi acaba el telecadira de Llevata. Al Port d'Erta (2.465,3 m. alt.) hi acaba el telesquí d'Erta, i es poden veure impressionants vistes de la Pica de Cerví (2.753,2 m. alt.), del Bony de l'Aigua Blanca (2.586,7 m. alt.), i de la Pica Cerví de Durro (2.656,4 m). Aquest lloc és ja a la zona de les cotes altes de l'estació: el Balcó del Cerví (2.536,1 m), és on acaba el telecadira més llarg i desembragable de l'estació, el Ressort Express. Al Coll de les Raspes Roies (2.543,4 m. alt.), hi acaba el telecadira de Roies, i hi comença el telecadira que condueix a la cota més alta de l'estació. Des d'aquí, on es poden veure impressionants vistes del Pallars Jussà, i també el Pic de l'Orri, a la veïna estació d'esquí de Port Ainé. Al pic del Cap de les Raspes Roies (2.753,7 m. alt.), és la cota més alta de l'estació, i de totes les estacions d'esquí del Pirineu català, fa límit amb la zona perifèrica del Parc Nacional d'Aigüestortes i Estany de Sant Maurici.
El 2014 la Generalitat de Catalunya va comprar la instal·lació a través de l'Institut Català de Finances, a fi de mantenir la seva activitat.